# Augusta-Louise de Stolberg-Stolberg
La comtesse Augusta-Louise de Stolberg-Stolberg est une aristocrate, née le 7 janvier 1753 à Bramstedt et morte le 30 mai 1835 à Kiel. Elle est célèbre dans l'histoire littéraire pour avoir été la correspondante de Goethe, surnommée par lui Gutschen.

## Biographie
La comtesse est la sœur du comte Fritz de Stolberg (1750-1819), ami de Goethe, et du comte Christian de Stolberg (1748-1821), poète lui aussi. Elle appartient à la branche cadette de la Maison de Stolberg. Elle habite à l'âge de 17 ans un petit appartement dans la maison des demoiselles de la noblesse située dans l'ancienne abbaye d'Uetersen. Elle y demeure jusqu'en 1783 et devient l'amie de la baronne Metta von Oberg de quinze ans son aînée. Augusta-Louise découvre la lecture de Goethe en 1775 grâce aux Souffrances du jeune Werther et entame une correspondance pleine d'esprit avec l'auteur pendant l'année 1775 et l'année 1776. Elle ne signe pas de son vrai nom, mais se fait connaître sous le nom de Gutschen ou Gutgen. Le poète et la jeune comtesse ne se sont jamais rencontrés, bien qu'il soit ami plus tard avec ses frères. Elle déménage le 7 août 1783 à Copenhague et épouse plus tard le comte von Bernstorff, ministre d'État de la couronne danoise, qui était le veuf de sa sœur Henriette (morte en 1782). Son unique enfant meurt en bas âge.
Une rose, 'Augusta Luise', a été créée à son nom en 1999 pour le 250e anniversaire du poète.

## Source
- (de) Cet article est partiellement ou en totalité issu de l’article de Wikipédia en allemand intitulé « Augusta Louise zu Stolberg-Stolberg » (voir la liste des auteurs).